# Asle Gronna
Asle Gronna (Elkader, 1858. december 10. – Lakota, 1922. május 4.) az Amerikai Egyesült Államok szenátora (Észak-Dakota, 1911–1921).